# Mistrzostwa Szwecji w Skokach Narciarskich 2013
Mistrzostwa Szwecji w Skokach Narciarskich 2013 – zawody w skokach narciarskich, przeprowadzone 17 lutego 2013 w Sollefteå w celu wyłonienia indywidualnych mistrzów Szwecji. Zawody przeprowadzono na skoczniach Hallstabacken o punkcie konstrukcyjnym umieszczonym na 80 i 107 metrze.
Oba konkursy rozegrano tego samego dnia, a uczestniczyło w nich tych samych 7 skoczków narciarskich. W rywalizacji na skoczni normalnej złoty medal zdobył Carl Nordin, srebrny Alexander Mitz, a na najniższym stopniu podium stanął Jakob Grimholm. Na skoczni dużej zwyciężył Mitz przed Nordinem, a brązowy medal zdobył Isak Grimholm.

## Medaliści
| Konkurs                        | Złoto          | Srebro         | Brąz           |
| ------------------------------ | -------------- | -------------- | -------------- |
| indywidualny skocznia normalna | Carl Nordin    | Alexander Mitz | Jakob Grimholm |
| indywidualny skocznia duża     | Alexander Mitz | Carl Nordin    | Isak Grimholm  |

## Wyniki

### Konkurs indywidualny na skoczni normalnej
| Miejsce | Zawodnik          | Skok 1 | Skok 2 | Nota  |
| ------- | ----------------- | ------ | ------ | ----- |
| 1.      | Carl Nordin       | 82,5   | 87,5   | 252,5 |
| 2.      | Alexander Mitz    | 84,5   | 85,5   | 247,5 |
| 3.      | Jakob Grimholm    | 82,0   | 83,5   | 240,0 |
| 4.      | Josef Larsson     | 81,0   | 86,5   | 239,0 |
| 5.      | Isak Grimholm     | 75,5   | 80,0   | 214,0 |
| 6.      | Erik Gundersson   | 72,0   | 73,5   | 191,0 |
| 7.      | Martin Gundersson | 59,0   | 65,5   | 136,5 |

### Konkurs indywidualny na skoczni dużej
| Miejsce | Zawodnik           | Skok 1 | Skok 2 | Nota  |
| ------- | ------------------ | ------ | ------ | ----- |
| 1.      | Alexander Mitz     | 111,5  | 112,0  | 245,5 |
| 2.      | Carl Nordin        | 108,0  | 112,0  | 240,2 |
| 3.      | Isak Grimholm      | 100,5  | 105,5  | 206,0 |
| 4.      | Jakob Grimholm     | 105,0  | 99,0   | 204,4 |
| 5.      | Josef Larsson      | 101,0  | 100,5  | 197,4 |
| 6.      | Erik Gundersson    | 88,5   | 90,0   | 147,5 |
| 7.      | Martin Gunderssonn | 86,0   | 85,0   | 129,5 |